# Tenuiphantes herbicola
Tenuiphantes herbicola es una especie de araña araneomorfa del género Tenuiphantes, familia Linyphiidae. La especie fue descrita científicamente por Simon en 1884.
La longitud del prosoma del macho es de 0,76-0,92 milímetros y el de la hembra 0,77-0,92 milímetros. La longitud del cuerpo del macho es de 1,7-2,1 milímetros y de la hembra 1,7-2,8 milímetros. La especie se distribuye por España, Francia, Italia, Croacia, Albania, Grecia y Argelia.